# Kelet-wyomingi Főiskola
A Kelet-wyomingi Főiskola (angolul: Eastern Wyoming College) állami fenntartású közösségi főiskola az Amerikai Egyesült Államok Wyoming államának Torrington városában. Douglasben telephely, Chugwater, Glendo, Guernsey, Hulett, Lusk, Moorcroft, Newcastle, Sundance, Upton és Wheatland településeken pedig kirendeltség található.

## Története
A torringtoni tankerület részeként Southeast University Center néven 1948-ban jött létre a Wyomingi Egyetem telephelye. 1956 júniusában létrejött a Goshen megyei Közösségi Főiskola, majd több intézmény beolvadásával 1968 decemberében felvette mai nevét.

## Szenátus
A szenátus hét tagját négy évre választják. A rektori pozíciót 2022 júliusa óta Jeffry Hawes tölti be.

## Nevezetes személyek
- Chris Starkjohann, golfjátékos[6]
- Harold Frazier, indián vezető[7]
- Jason Dixon, kosárlabdázó[8]
- Matt Lojeski, kosárlabdázó[9]

## Fordítás
- Ez a szócikk részben vagy egészben  az   Eastern Wyoming College című angol Wikipédia-szócikk ezen változatának fordításán alapul.  Az eredeti cikk szerkesztőit annak laptörténete sorolja fel. Ez a jelzés csupán a megfogalmazás eredetét és a szerzői jogokat jelzi, nem szolgál a cikkben szereplő információk forrásmegjelöléseként.